# У Цзунюань
У Цзунюань (武宗元, 980 — 1050) — один з найбільших майстрів китайського живопису на релігійні теми часів династії Сун.

## Життєпис
Народився у 980 році у м. Байба (сучасне м. Менцзинь, провінція Хенань). Про життя У Цзунюаня відомо лише, що він служив секретарем у Наказі по керуванню мисливськими угіддями та заповідниками (Юйцао). Помер у 1050 році.

## Творчість
Він працював як в станковому, так і в монументальному живописі, створюючи твори на буддійські, даоські теми і в жанрі гуй-шень. У 997 році У Цзунюань розписав кумирню легендарного засновника даосизму — Лао-цзи, споруджену в горах Бейманьшан поблизу сучасного м. Лоян, провінція Хенань, чим привернув до себе увагу поціновувачів живопису. У знаменитому трактаті з історії живопису «Записки про живопис: що бачив і чув» Го Жосюя згадується ще один його храмовий стінопис — «Тридцять шість володарів Неба», яка викликала захоплення самого імператора Чжень-цзуна (998—1022).
Матеріальним свідоцтвом творчої манери У Цзунюаня і особливостей гуй-шень у його виконанні виступає сувій «Чао юань сянь чжан ту» («Свита прародителя династії, [що складається з] безсмертних», 57,8 х789, 5 см, шовк, туш. Музей Гугун, м. Пекін), скопійований зі стенопісної картини із Зали Трьох Найчистіших (Саньціндянь) даоського храму Юнле-гун. На сувоті зображено Нефритового імператора (Юйхуан шанді) — початково персонажа даоського пантеону, проголошений за Чжень-цзуна божественним предком найяснішого прізвища (імператорського будинку Чжао). Нефритового імператора супроводжує 87 божеств, які одягнені у пишні шати, стилізує парадно—ритуальний костюм монарха й сановників, вони утворюють урочисто—чудову процесію.
У сучасному мистецтвознавстві У Цзунюань визнано видатним майстром гуй-шень.